# Acta iure imperii
Acta iure imperii (lateinisch juristische Handlungen hoheitlicher Natur) ist ein Begriff aus dem Staats- und Völkerrecht und bezeichnet das unter Immunität stehende hoheitliche Handeln eines Staates, seiner Institutionen und ausführenden Personen und Organe im Ausland. Die Vereinigten Staaten von Amerika haben mit dem Foreign Sovereign Immunities Act dieses Prinzip in nationales Recht überführt. In den meisten anderen, so auch den deutschsprachigen Ländern, gilt weiterhin der völkerrechtlich gesetzte Rahmen ohne gesonderte nationale Kodifizierung.

## Juristische Einordnung
Hoheitliche Aufgaben eines souveränen Staates oder seiner Vertreter außerhalb seiner Grenzen können in Konflikt mit den Gesetzen und der Rechtsprechung des Staates stehen, in dem diese Handlungen vorgenommen werden oder ihre Wirkung entfalten. Der Terminus acta jure imperii definiert den Vorrang der Gesetze und rechtlichen Realität des entsendenden Staates bzw. seiner Institutionen Vertreter vor dem Recht des Gastlandes. In der Populärsprache wird dies häufig fälschlich als „extraterritoriale Handlung“ bezeichnet. Bei acta jure imperii handelt es sich ausschließlich um den Vorrang der Gesetze des aussendenden Landes in einem Gastland im Rahmen der Ausübung bzw. des Vollzugs hoheitlicher Aufgaben. Die Definition, welche Handlungen als hoheitlich eingestuft werden, obliegt dem entsendenden Staat. Das Gastland kann gegen solche Einstufungen allenfalls auf der politischen Ebene sein Missfallen zum Ausdruck bringen. In der Regel ist bei groben Verstößen gegen Gesetze des Gastlandes die Abberufung der ausführenden Organe bzw. Personen als höchste Eskalationsstufe möglich.

## Bezug zum Staats- und Völkerrecht
Sämtliche acta jure imperii fallen auch unter die staatliche Immunität nach der aktuell global anerkannten Doktrin der restriktiven Immunität ausländischer Staaten. Ebenso gehören sie exklusiv in die Rechtsprechung des Entsendelandes, so dass die Handlungen des Entsandten ausschließlich an den Regeln des Entsendestaates gemessen werden können, sofern diese hoheitliche Akte ausführen. Dem Gastland ist es verwehrt eine eigene Definition hoheitlicher Tätigkeiten zum Maßstab zu machen. Missfallen dem Gastland spezifische acta jure imperii, ist dieser Konflikt kein juristischer, sondern ist auf der politischen Ebene (in der Regel zwischen den Außen- und Justizministerien) beider Seiten zu lösen.

## Acta iure gestionis
Im Unterschied dazu stehen die acta iure gestionis, die privatwirtschaftlichen Tätigkeiten eines Staates („commercial activity“ laut Definition der ILC) im Ausland. Für diese nicht-hoheitlichen Handlungen besteht kein Vorrang des Rechtes des Entsendestaates bzw. seiner offiziellen Vertreter. Zu unterscheiden ist bei einer Streitigkeit allerdings zwischen Erkenntnis- und Vollstreckungsverfahren. Ein Staat kann in diesem Kontext für einen Akt angeklagt werden. Ob die Klage behandelt wird, entscheidet die Justiz. Eine Vollstreckung (Einzug von Schulden) kann jedoch nicht vorgenommen werden, wenn sich der Staat auf seine Immunität beruft.